# Bothriomyrmex costae
Bothriomyrmex costae is een mierensoort uit de onderfamilie van de Dolichoderinae. De wetenschappelijke naam van de soort is voor het eerst geldig gepubliceerd in 1869 door Emery.